# Tiszatelek, Szabolcs-Szatmár-Bereg
Tiszatelek  este un sat în districtul Ibrány, județul Szabolcs-Szatmár-Bereg, Ungaria, având o populație de 1.483 de locuitori (2011). 

## Demografie
Componența etnică a satului Tiszatelek
     Maghiari (99,36%)
     Romi (0,64%)
Componența confesională a satului Tiszatelek
     Reformați (35,94%)
     Romano-catolici (25,83%)
     Fără religie (7,42%)
     Greco-catolici (4,18%)
     Necunoscută (26,23%)
     Alte religii (0,61%)
Conform recensământului din 2011, satul Tiszatelek avea 1.483 de locuitori. Din punct de vedere etnic, majoritatea locuitorilor (99,36%) erau maghiari. Nu există o religie majoritară, locuitorii fiind reformați (35,94%), romano-catolici (25,83%), persoane fără religie (7,42%) și greco-catolici (4,18%). Pentru 26,23% din locuitori nu este cunoscută apartenența confesională.